# Василев, Стефан
 Стефан Василев  (болг. Стефан Костадинов Василев; 12 сентября 1919 года, Пештера — 2005) — болгарский партийный и государственный деятель, инженер, политик, член Болгарской коммунистической партии (БКП), секретарь ЦК партии (1966—1971), министр образования (1968—1973). Председатель Комитета НРБ по использованию атомной энергии (1969—1976). Почётный доктор МЭИ (1972).

## Биография
Стефан Василев родился в болгарском городе Батак 12 сентября 1919 года. В 1940 году окончил гимназию в городе Пештера. Потом учился в Высшей технической школе в Софии. Работал в коммунистическом студенческом союзе Болгарии.
В годы Второй мировой войны, в 1943 году Васильев был призван в армию. Вернувшись в Батак, участвовал Родопском партизанском отряде Антона Иванова, а с февраля 1944 года был в партизанском отряде Георгия Димитрова, действующего в Старой Загоре. После государственного переворота 9 сентября 1944 года, когда при помощи Третьего Украинского фронта Красной армии было свергнуто правительство Муравьева и к власти в Болгарии пришел Отечественный фронт во главе с К. Георгиевым, Василев стал помощником командира Четвёртого пехотного полка, с которым участвовал в боях в Югославии и Венгрии.
После окончания войны Стефан Василев был руководителем Болгарской коммунистической партии (БКП) в Софии. С 1947 по 1952 год учился по специальности «Гидроэнергетика и гидравлика» в Московском энергетическом институте. После возвращения в Болгарию работал инженером в Лаборатории гидравлики Инженерно-строительного института.
С 1961 года Василев работал в Институте водного хозяйства и строительства при Болгарской академии наук, в 1962 году получил ученую степень кандидата технических наук, а с 1966 по 1971 год работал начальником отдела гидравлики Института водного хозяйства. С 1962 по 1968 год был начальником отдела науки и образования Центрального комитета Болгарской коммунистической партии, первым секретарем Болгарского комитета коммунистической партии в Софии. С 1962 года был кандидатом, а с 1966 по 1976 год — членом ЦК БКП.
С 1966 по 1971 Стефан Василев — секретарь ЦК Коммунистической партии, а с 1968 по 1973 год был министром образования в правительстве Тодора Живкова.
С 1969 года С. Василев работал заведующим кафедрой «Использования воды и гидрологии» в Инженерно-строительном институте. В том же году он стал председателем Национального комитета Международного агентства по атомной энергии и получил звание «Герой социалистического труда». В 1976 году ушел на пенсию.

## Награды и звания
- Герой Социалистического Труда НРБ.
- Орден Почёта.
- Орден Красной Звезды.
- Орден свободы Венгрии.

## Труды
- Хидравлика на хидротехническите съоръжения (1967)
- Без пагони на война. Спомени (1986)
- Хидравлика. Учебник за студентите на ВИАС (1988)